# Бобрищев-Пушкін Павло Сергійович
Павло́ Сергі́йович Бо́брищев-Пу́шкін (15 липня 1802, Москва — 13 лютого 1865, Москва) — декабрист, поручик квартирмейстерської частини, брат Бобрищева-Пушкіна Миколи Сергійовича.

## Біографія

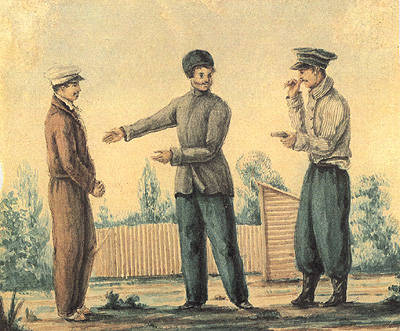
Якушкін Іван Дмитрович, Бобрищев-Пушкін Павло Сергійович, Кюхельбекер Михайло Карлович у дворі Читинського острогу. Акварель Бестужева М. О.

З дворян Московської губернії. Народився у Москві. Виховувався вдома, потім у Московському університетському пансіоні і в Московському навчальному закладі для колонновожатих, куди вступив 31 січня 1818 року. Випущений прапорщиком — 10 березня 1819 року, в 1819 році читав лекції по польовій фортифікації в школі колонновожатих. У квітні 1820 року відряджений з Головної квартири 2 армії на топографічну зйомку Подільської губернії, де перебував 4 роки. У 1824 році викладав математику топографам при Головній квартирі 2 армії, в 1825 році читав лекції з математики в навчальному закладі для підпрапорщиків 2 армії. Поручик — 29 березня 1825 року, в 1825 році призначений до Головної квартирі 2 армії.
Член Південного товариства з 1822 року.  Пестель, передчуваючи розкриття змови, попросив братів Бобріщевих-Пушкіних сховати  «Руську правду». Брати за участю Заїкіна закопали «Руську правду» в своєму маєтку.  О. П. Юшневський наполегливо вимагав знищення  «Руської Правди». Брати Бобрищеви-Пушкіни, щоб заспокоїти  Юшневського, повідомили йому, що вони спалили  «Руську правду».
 «Руську правду» викопали в 1826 році під час слідства.

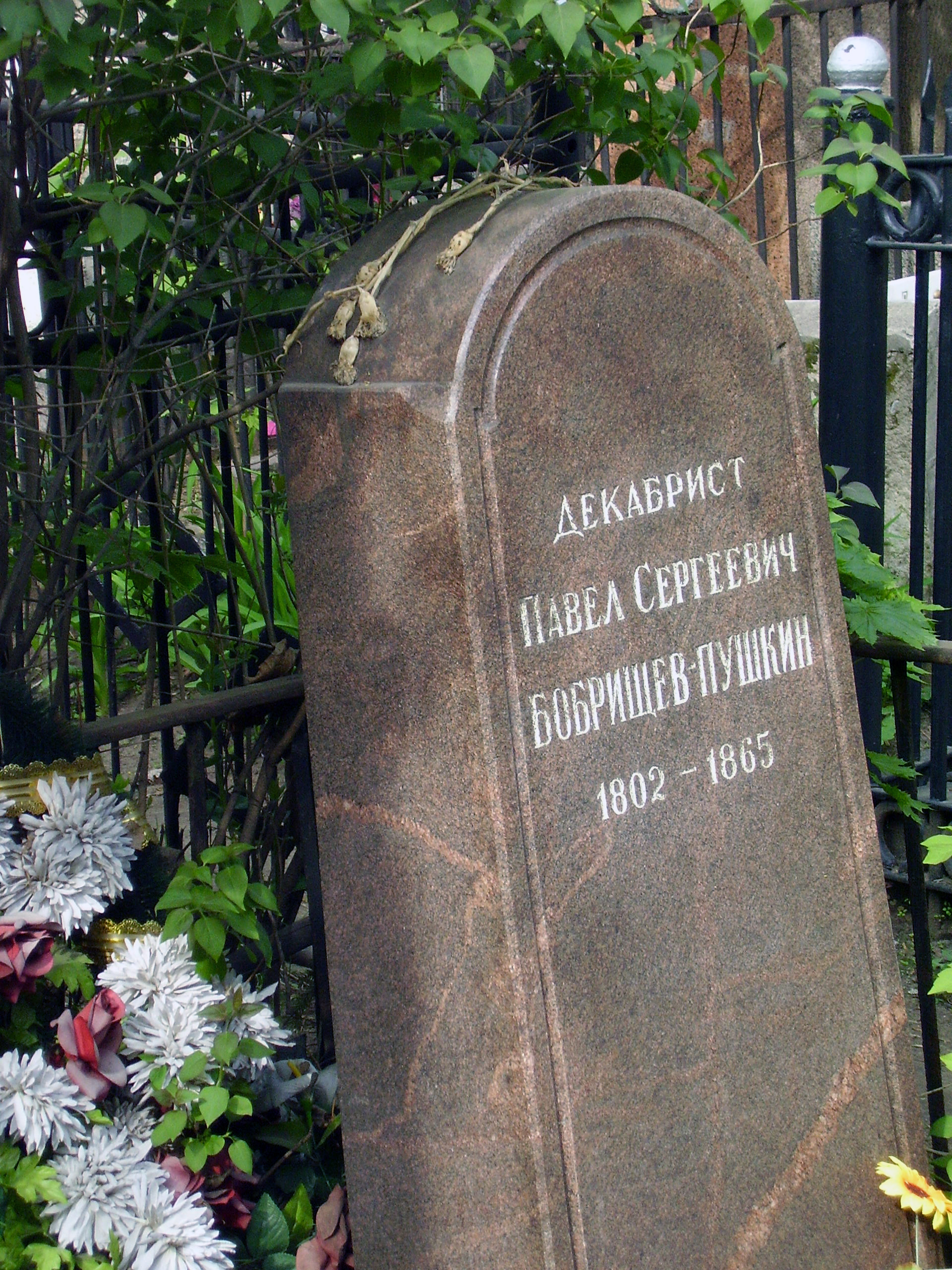
Могила Бобрищева-Пушкіна П. С.

Заарештований 8 січня 1826 року в Тульчині, доставлений до Петербурга на головну гауптвахту — 16 січня 1826 року, в той же день відправлений у Петропавловську фортецю. Засуджений за IV розрядом і за конфірмацією 10 липня 1826 року засуджений на каторжні роботи на 12 років, термін скорочений до 8 років — 22 серпня 1826 року. Відправлений з Петропавлівської фортеці до Сибіру — 27 січня 1827 року. Покарання відбував у Читинському острозі і в Петровському заводі. У 1832 році звернений на поселення в Верхоленськ, а потім до Красноярська, в 1839 році дозволено переїхати до Тобольська для нагляду за братом, поміщеним там у будинку божевільних. У 1856 році дозволено повернутися в Тульську губернію в маєток сестри. Усе життя любив Н. Д. Фонвізіну. Помер у Москві в будинку Н. Д. Фонвизиной-Пущиной. Похований на Ваганьковському кладовищі.
Писав вірші.

## Нагороди
В 1822 році за праці з топографічної зйомці нагороджений орденом святої Анни 4 ступеня.